# Bhutanitis thaidina
Кинески трорепи ластин репак (лат. Bhutanitis thaidina, енгл. Chinese Three-tailed Swallowtail) је инсект из реда лептира (лат. Lepidoptera) и породице једрилаца (лат. Papilionidae). 

## Распрострањење
Врста је присутна у Кини.

## Угроженост
Ова врста је наведена као последња брига, јер има широко распрострањење и честа је врста.